# Natalja Chussainowna Estemirowa

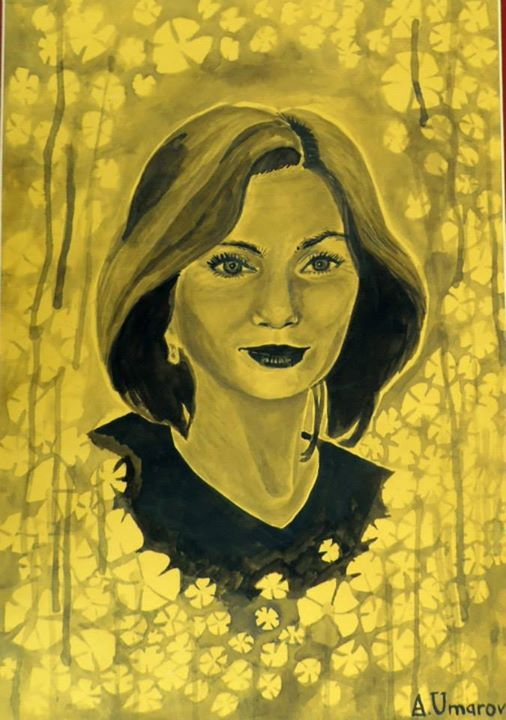
Natalja Estemirova, von der tschetschenischen Künstlerin Asia Oumarova postum gemalt

Natalja Chussainowna Estemirowa (russisch Наталья Хусаиновна Эстемирова; * 28. Februar 1958 in der Oblast Saratow; † 15. Juli 2009) war eine russische Historikerin, Journalistin und Menschenrechtsaktivistin im früheren Kriegsgebiet Tschetschenien.

## Leben
Natalja Estemirowa war Tochter einer Russin und eines Tschetschenen. Sie studierte an der historischen Fakultät der Universität in der tschetschenischen Hauptstadt Grosny sowie Journalistik an der Moskauer Lomonossow-Universität. Bis zum Jahr 1998 arbeitete sie als Lehrerin.
Estemirowa arbeitete für die im Menschenrechtsbereich tätige Nichtregierungsorganisation Memorial und war eine Freundin der 2006 ermordeten Journalistin Anna Politkowskaja sowie mit dem 2009 ebenfalls ermordeten Stanislaw Markelow bekannt. Sie half Familien in Tschetschenien bei der Suche nach verschollenen Angehörigen und informierte die Öffentlichkeit über teilweise mit staatlicher Duldung begangene Entführungen und über die Folterung von Zivilisten. Mit ihren kritischen Berichten zog sie sich wiederholt den Zorn des tschetschenischen Präsidenten Ramsan Kadyrow zu.
2005 wurde der Menschenrechtlerin von der EVP-ED-Fraktion des Europäischen Parlaments die Robert-Schuman-Medaille verliehen. Für ihren Menschenrechtseinsatz wurde sie 2007 zudem mit dem Anna-Politkowskaja-Preis ausgezeichnet. Auf die Frage, ob sie Angst um ihr Leben habe, antwortete Estemirowa in einem Interview mit dem britischen Sender BBC: „Ab und zu vergesse ich die Angst, weil ich andere viel stärkere Gefühle empfinde.“
Nach dem am 22. Februar 2008 stattgefundenen Treffen der „Memorial“-Mitarbeiter mit Ramsan Kadyrow wurde Estemirowa zur Vorsitzenden des Öffentlichen Rats zur Einhaltung der Menschenrechte und Grundfreiheiten der Stadtverwaltung von Grosny ernannt, jedoch nach ihrem Auftritt im Programm „Islamische Evolution“ des russischen Fernsehsenders Ren-TV am 31. März desselben Jahres wieder entlassen. In der Sendung sprach sich Estemirowa gegen die Schleierpflicht für Frauen in Büros und Bildungseinrichtungen aus, was Kadyrow empört haben soll.

## Tod
Am Morgen des 15. Juli 2009 wurde Natalja Estemirowa vor ihrem Wohnhaus in Grosny, Tschetschenien entführt und am Nachmittag desselben Tages in einem Waldstreifen nahe der Fernstraße M29 beim Dorf Gasi-Jurt im Rajon Nasran der Nachbarrepublik Inguschetien mit mehreren Kopf- und Brustschüssen tot aufgefunden. Die Ermordung Estemirowas löste weltweite Bestürzung und Reaktionen zahlreicher Politiker aus, das Auffinden in der Nachbarrepublik als Vertuschungsversuch des Auftraggebers durchschaut.
Estemirowa war verwitwet und hinterließ eine Tochter im Alter von 15 Jahren. Von der Tochter erschien im Jahr 2019 das Erinnerungsbuch „Bitte Leb“.
Oleg Orlow, der Vorsitzende des Rats von „Memorial“, machte Kadyrow für den Mord verantwortlich. Gegen diesen Vorwurf reichte Kadyrow Klage ein. In einem ersten Prozess vor einem Moskauer Bezirksgericht erhielt Kadyrow Recht, im zweiten Verfahren wurde Orlow hingegen freigesprochen. Kadyrows Rechtsanwalt will den Freispruch anfechten.
Ein Jahr nach dem Mord, als ihn Angela Merkel daran erinnerte, dass er ein Versprechen einer gründlichen Untersuchung abgegeben hatte, erklärte der Präsident Russlands Medwedew, dass der Täter nun ermittelt sei und nach ihm gefahndet werde. Darüber hinaus werde alles unternommen, um auch die Hintermänner zu fassen. 2019, zehn Jahre nach der Tötung, war die Untersuchung keinen Schritt weiter.

## Schriften
- Chechnya Stricken by ТВ, Institute for War and Peace Reporting: Caucasus Reporting Service 180, 22. Mai 2003 (englisch)
- Chechnya: Amnesty Fails to Inspire, Institute for War and Peace Reporting: Caucasus Reporting Service 191, 14. August 2003 (englisch)
- mit Aslambek Badilayev: Grozny Returnees Remain Penniless, Institute for War and Peace Reporting: Caucasus Reporting Service 237, 9. Juni 2004 (englisch)
- mit Musa Musayev: Chechnya: Fleeing Villagers Protest, Institute for War and Peace Reporting: Caucasus Reporting Service 293, 30. Juni 2005 (englisch)
- The Courage of Anna Politkovskaya, The Nation, 4. Oktober 2007 (englisch)
- Кадет будет сидеть, Nowaja Gaseta, 3. Dezember 2007 (russisch)
- Дети не оставили следов, Nowaja Gaseta, 21. September 2008 (russisch)
- Взяли из детдома, Nowaja Gaseta, 20. Oktober 2008 (russisch)
- Веселится и ликует весь Рамзан, 20. Oktober 2008 (russisch)
- После брани, Nowaja Gaseta, 6. November 2008 (russisch)
- mit Jelena Milaschina: Чечня: война поколений, Nowaja Gaseta, 14. Januar 2009 (russisch)
- Тысячи палачей гуляют на свободе, Nowaja Gaseta, 21. Januar 2009 (russisch)

## Interviews
- Natalja Estemirowa im Interview mit Amnesty International über ihre Arbeit in Tschetschenien, 7. Oktober 2008, bei amnesty.org: , bei YouTube:  (Video, ca. 8,5 Minuten, russisch mit englischen Untertiteln)